# William Whitaker (Reiter)
William Whitaker (* 26. Juli 1989 in Huddersfield) ist ein britischer Springreiter.

## Karriere
William Whitaker war bereits in seiner Jugend im Sport erfolgreich: Er wurde 2006 mit Carneval Path Europameister bei den Junioren. Im Dezember 2007 gewann er 18-jährig, als jüngster Reiter überhaupt, das Mächtigkeitsspringen bei der Olympia London International Horse Show. Kurz darauf siegte er im Weltcupspringen im belgischen Mechelen. Beim britischen Springderby in Hickstead belegte er im Jahr 2008 den dritten und 2009 den zweiten Platz. Nachdem er Jahr 2015 hier nochmals zweiter wurde, gewann er 2016 diese Prüfung erstmals. Neben diesem Sieg zählt der Gewinn des Weltcupspringens von Stuttgart 2015 zu seinen größten Einzelerfolgen. Im Jahr 2014 war William Whitaker mit Fandango Teil der britischen Mannschaft beim Nationenpreisfinale in Barcelona.
Whitaker wurde schon zwei Mal zum „Show Jumper of the Year“ gewählt. Im Juli 2010 befand er sich auf Rang 160 der Weltrangliste.
Nach dem Schulabschluss wurde er einige Zeit in den USA von Aaron Vale trainiert, bis Sommer 2010 lebte und trainierte er in Nottingham auf dem Hof seines Onkels Michael. Nach einer Meinungsverschiedenheit wechselte in die Shaw Stud Farms in der Nähe von Telford. Ab Anfang 2011 arbeitete er auf der familieneigenen Farm in Huddersfield. Im Frühjahr 2016 wurde er für einen Stall in Belgien tätig. Bereits im September des gleichen Jahres wechselte erneut und wurde bei einem anderen belgischen Stall als Nachfolger seines Landsmanns Joe Clee tätig.

## Privates
William Whitaker stammt aus einer der größten und bedeutendsten Reiterfamilien der Welt, ist der Neffe der berühmten Springreiter John Whitaker und Michael Whitaker. William ist der Sohn von Ian Whitaker und dessen Frau Alison. Er ist der Cousin der ebenfalls im Sport hoch erfolgreichen Springreiter Robert Whitaker und Ellen Whitaker, sowie der große Bruder von George Whitaker, der ebenfalls erste Erfolge im Springsattel sammelt.
Whitaker ist mit der schwedischen Springreiterin Elisabeth Fredlund liiert, die er 2009 während der Toscana Tour im italienischen Arezzo kennenlernte. Am 1. Februar 2012 wurden die beiden Eltern einer Tochter, am 8. August 2014 wurde ihr Sohn geboren.

## Pferde (Auszug)
aktuelle:
- Fandango (* 2003), dunkelbrauner Schwedischer Wallach, Vater: Last Liberty 988, Muttervater: Krocket 651; Besitzer: William Whitaker und Elisan AB, zuvor von Elisabeth Fredlund geritten[12]
- Glenavadra Brilliant (* 2003), Irischer Fuchswallach, Vater: Brilliant Lad, Muttervater: Powerswood Purple[13]

ehemalige Turnierpferde von William Whitaker:
- Arielle (* 1996), Hannoveraner, Stute, Schimmel, 2005–2008
- Kerball (* 1998), Selle Français, 2007
- Leonardo 590 (* 1996), Hesse, 2007–2010; zuvor von Michael Whitaker (2005-2007) geritten
- Carnaval Path (* 1998), Irisches Sportpferd, bis 2006 von Michael Whitaker, 2006–2010 von William Whitaker, inzwischen von George Whitaker geritten.
- Lady des Hayettes (* 1995), Belgischer Sportpferde (sBs), Vater: Libero H, 2007–2010; zuvor von James Billington (2005-2006) geritten.
- Sarlino (* 1999), brauner KWPN-Hengst, Vater: Carlino, Muttervater: Indoctro; wurde ab 2012 von Marianne Hallundbæk geritten[14]
- Upperclass (* 2001), KWPN, brauner Wallach, Vater: Concorde, Muttervater: Indoctro; zuvor von Elisabeth Fredlund geritten, zuletzt 2014 im internationalen Sport eingesetzt[15]

## Erfolge
Europameisterschaften:
- 2005 (Junioren) mit Carnaval Path 2. Platz mit der Mannschaft
- 2006, Athen (Junioren): mit Carnaval Path 3. Platz mit der Mannschaft und 1. Platz in der Einzelwertung
- 2007, Auvers (Junge Reiter): mit Carnaval Path: 1. Platz mit der Mannschaft und 75. Platz in der Einzelwertung
- 2008, Prag (Junge Reiter): mit Sarlino: 3. Platz mit Mannschaft und 4. Platz in der Einzelwertung
- 2009, Hoofddorp (Junge Reiter): mit Clark: 11. Platz in der Einzelwertung
- 2010, Jardy (Junge Reiter): mit Sarlino: 5. Platz mit Mannschaft und 15. Platz in der Einzelwertung

### Weitere Erfolge
- 2005: 2. Platz im Großen Preis von Kiel mit Arielle, führender Junioren Springreiter des Jahres bei der Horse of the Year Show in Birmingham[17]
- 2007: 1. Platz im Nationenpreis in Prag mit Leonardo, 4. Platz im Großen Preis von Leeuwarden (CSI***) mit Kerball, 6. Platz im Großen Preis von Madrid (CSI*****) mit Carnaval Path, 4. Platz im Großen Preis (CSI***) von Vestfold mit Arielle, 3. Platz im Großen Preis von Vigo mit Arielle, 1. Platz im Weltcup-Springen in Mechelen, mit Arielle
- 2008: 3. Platz im Weltcup-Springen in Syracuse (New York) mit Arielle, 3. Platz British Open Championship, 3. Platz im Hickstead Derby (CSI****) mit Leonardo 590 & Animation II, 3. Platz im Großen Preis, British Open in Birmingham mit Arielle, 5. Platz im Großen Preis von Cervia (CSI***) mit Sarlino, 9. Platz im Großen Preis von Vigo (CSI****-W) mit Arielle, 4. Platz bei der euroclassics Team Trophy (CSI****) in Bremen mit Arielle
- 2009: 9. Platz beim Preis der Wiener Stadthalle (CSI****) mit Tackeray, 3. Platz beim Weltcup (CSI***-W) in Tripoli mit Sarlino, 6. Platz beim Großen Preis von Salzburg (CSI****) mit Tackeray, 7. Platz im Speed Classic (CSIO***** Hickstead) mit Insul Tech Clark 12, 2. Platz beim Hickstead Derby (CSI****) mit Animation II, 1. Platz in der 2. Qualifikation zum 80. Deutschen Spring-Derby mit Leonardo
- 2010: 2. Platz beim Großen Preis von Comporta (CSI**) mit Salinero, 2. + 4. Platz beim CSI**** Birmingham mit Leonardo und Cyber-Space, 9. Platz beim Deutschen Springderby mit Animation II
- 2011: 2. Platz beim Großen Preis eines CSI*** der Toscana Tour in Arezzo mit Sarlino
- 2012: 2. Platz beim Großen Preis von Comporta (CSI***) mit Fandango
- 2013: 1. Platz im Großen Preis der Abschlusswoche der Toscana Tour (CSI***) in Arezzo mit Fandango, 3. Platz in Großen Preis von Keysoe (CSI**) mit Upperclass sowie mit der britischen Mannschaft 2. Platz im Nationenpreis von Gijón (CSIO*****) mit Fandango
- 2014: 1. Platz im Großen Preis der Abschlusswoche der Sunshine Tour in Vejer de la Frontera (CSI 3*) mit Fandango, 1. Platz im Großen Preis von Béthune (CSI 3*) mit Upperclass, 1. Platz im Weltcupspringen von Stuttgart (CSI 5*-W) mit Fandango, 3. Platz in Großen Preis von Keysoe (CSI 2*) mit Glenavadra Brilliant
- 2015: 1. Platz im Hallenturnier von Treffen bei Villach (CSI 3*) mit Fandango, 2. Platz im Derby von Lummen (CSIO 5*) mit Glenavadra Brilliant, 2. Platz im Derby von La Baule (CSIO 5*) mit Glenavadra Brilliant, 2. Platz im Hickstead Derby (CSI 4*) mit Glenavadra Brilliant, 1. Platz in Großen Preis von Keysoe (CSI 2*) mit Balibu
- 2016: 1. Platz im Hickstead Derby (CSI 4*) mit Glenavadra Brilliant[18]